# Велика кількість рідкісних подій
У статистиці моделювання великої кількості рідкісних подій (англ. Large number of rare events, LNRE) узагальнює методи, які дозволяють покращити оцінку розподілу частоти події порівняно з оцінкою максимальної ймовірності, коли «рідкісні події є звичайними».
Метод може бути застосований до проблем у лінгвістиці (див. Закон Ципфа), досліджень різних природних феноменів, у хімії, у демографії та бібліографії.